# 경상남도교육청 진영도서관
진영도서관(Jinyong Public Library)은 경상남도 김해시에 소재한 도서관이다. 